# The American Mercury
The American Mercury va ser una revista nord-americana publicada des de 1924 fins a 1981. Va ser fundada com una creació de H. L. Mencken i el crític dramàtic George Jean Nathan. La revista va incloure escrits d'alguns dels escriptors més importants dels Estats Units durant les dècades de 1920 i 1930.
Després d'un canvi de propietat a la dècada de 1940, la revista va atreure escriptors conservadors, inclòs William F. Buckley. Un segon canvi de propietat a la dècada de 1950 va convertir la revista en una publicació d'extrema dreta i virulentament antisemita.
Es va publicar mensualment a la ciutat de Nova York. La revista va deixar de funcionar l'any 1981, després d'haver passat els darrers vint-i-cinc anys de la seva existència en decadència i polèmica.